# Vigdís, la primera presidenta
Vigdís, la primera presidenta (en islandès, Vigdís) és una minisèrie de televisió islandesa de drama biogràfic que es va estrenar l'1 de gener de 2025 a RÚV. La sèrie, que consta de quatre episodis, s'ha estrenat a diferents països, i va arribar subtitulada al català a FilminCAT el maig de 2025.
La sèrie se centra en la vida de Vigdís Finnbogadóttir, que va ser elegida presidenta d'Islàndia el 1980 i que va convertir-se en la primera dona presidenta electa del món. La sèrie la segueix des de l'adolescència fins a la seva elecció com al càrrec.
El repartiment està format per: Nína Dögg Filippusdóttir (Vigdís Finnbogadóttir), Elín Sif Halldórsdóttir (Vigdís de jove), Jóhannes Haukur Jóhannesson (Albert Guðmundsson) i Björn Hlynur Haraldsson (Magnus Magnusson).